# Smiley’s
Smiley’s Pizza Profis ist ein 1988 durch die Smiley’s Franchise GmbH gegründetes, auf Pizza- und Pasta-Lieferservice spezialisiertes Franchisesystem aus dem Bereich der Systemgastronomie und als solches der viertgrößte Pizzalieferservice in Deutschland (Stand 2014).

## Unternehmen
Das Unternehmen wurde 1988 von Ingo Graetz und zwei Geschäftspartnern gegründet. Das zugrundeliegende Konzept wurde inspiriert von amerikanischen Unternehmen und Essgewohnheiten. Die erste Vertriebsstelle eröffnete in Hamburg-Eppendorf. Fast zeitgleich eröffnete auch der Mitbewerber Joey’s Pizza Service sein erstes Restaurant in Hamburg. Im Jahr 2019 gehörten bundesweit 63 Franchisebetriebe zu Smiley’s, die sich auf 12 Bundesländer verteilen. Die meisten Vertriebsstellen finden sich in Norddeutschland. In Elmshorn führt ein Franchisenehmer neben dem Lieferservice auch einen klassischen Restaurantbetrieb. Aktuelle Geschäftsführer der Smiley’s Franchise GmbH sind Ingo Graetz und Andrea Schemion. Der größte Mitbewerber des Hamburger Unternehmens war – bis zu dessen Übernahme durch Domino’s Pizza 2016 – Joey’s Pizza Service. Am 14. Dezember 2015 veröffentlichte das Deutsche Institut für Service-Qualität die Studie Pizza – Lieferdienste 2015: „Mehr Transparenz – mehr Kundennähe“, wo Smiley’s neben den größten Mitbewerbern am Markt Call a Pizza, Hallo Pizza, Joey’s Pizza Service und Pizza Max als eines von fünf Unternehmen einer umfassenden Analyse der Preise verschiedener Standardprodukte und der Bewertung von Produktauswahl und Qualität der Pizzen mittels sensorischem Test unterzogen wurden.

## Geschäftszahlen
Die Bilanzsumme der Smiley’s Franchise GmbH betrug 2014 2,8 Millionen Euro, der Bilanzgewinn lag bei rund 2,43 Millionen Euro unter Berücksichtigung eines Gewinnvortrags aus 2013 in Höhe von rund 1,91 Millionen Euro. Die Franchisenehmer vertreiben die Produkte unter der Marke „Smiley’s Pizza Profis“ und erwirtschafteten im selben Jahr zusammen einen Umsatz von 49,9 Millionen Euro.  Umsatz 2020: 84,8 Millionen Euro.

## Produkte
Smiley’s bietet Pizza, Pasta, Salate, Croques, Wraps, Snacks, Desserts und Getränke an. Der Schwerpunkt liegt bei Pizza. Hier stehen ca. 35 Sorten zur Auswahl, die aus verschiedenen Teigsorten zubereitet und je nach Kundenwunsch mit verschiedenen Zutaten erweitert werden können. Außerdem besteht die Möglichkeit, eine Pizza frei nach individuellen Vorstellungen zusammenzustellen. Montags bis freitags sind für einige Stunden spezielle Mittagsangebote erhältlich. Ergänzt wird das Angebot durch regelmäßig wechselnde Aktionen.
Kunden können direkt in der jeweiligen Niederlassung telefonisch, über ein eigenes Onlineshopsystem und über den Dienstleister Lieferando bestellen. Auch bietet das Unternehmen eine Mobile App für Android und Apple iOS an.  
Nach eigenen Angaben werden in den Franchisebetrieben die Zutaten für die Produkte grammgenau abgewogen, um eine gleichbleibende Qualität gewährleisten zu können. Smiley’s hat darüber hinaus als erstes deutsches Unternehmen im Delivery-Sektor die Mehrwegverpackung eingeführt.

## Auszeichnungen
In den Jahren 2012 und 2013 wurde Smiley’s in der bundesweit größten Kundenzufriedenheitsstudie „Service-Champions“ auf Platz 1 der Kategorie „Pizza-Lieferservice“ gewählt.
Die Smiley’s App für iOS wurde von der PC-Welt 2011 mit „sehr gut“ (5 Sterne, Gesamtnote: 1,85) ausgezeichnet.

## Sponsoring
In der Saison 2010/11 war Smiley’s ein Sponsor des Hamburger DEL-Eishockeyvereins Hamburg Freezers. Außerdem ist Smiley’s offizieller Supplier des HSV.